# Anolis pachypus
Anolis pachypus е вид влечуго от семейство Dactyloidae. Видът е незастрашен от изчезване.

## Разпространение
Разпространен е в Коста Рика и Панама.